# Orient Thai Airlines
Orient Thai Airlines Co., Ltd. (en tailandés: โอเรียนท์ ไทย แอร์ไลน์) fue una aerolínea fundada en 1995 con sede en Khlong Toei, Bangkok, Tailandia. Operó servicios chárter y regulares en el sudeste de Asia. Su base principal fue el Aeropuerto Internacional Suvarnabhumi.
Durante sus 23 años de servicio la aerolínea no tuvo un accidente aéreo mortal.
A partir de julio de 2018, Orient Thai Airlines suspendió todas las operaciones y entró en un proceso de reestructuración. El 9 de octubre de 2018, la aerolínea cesó todas sus operaciones.

## Destinos
Orient Thai Airlines sirvió a los siguientes destinos programados (a febrero de 2014):
Vuelos regulares
Hong Kong S.A.R
- Hong Kong - Aeropuerto Internacional de Hong Kong

Tailandia
- Bangkok - Aeropuerto Internacional Don Mueang
- Phuket – Aeropuerto Internacional de Phuket
- Bangkok - Aeropuerto Suvarnabhumi
- Pattaya - Aeropuerto Internacional U-Tapao

Vuelos chárter
China
- Cantón - Aeropuerto Internacional Baiyun
- Shenzhen - Aeropuerto internacional Bao'an

Japón
- Tokio - Aeropuerto Internacional de Haneda

Birmania
- Rangún - Aeropuerto Internacional de Rangún
- Bagan - Aeropuerto Nyaung U

## Flota Histórica
La aerolínea durante su existencia operó las siguientes aeronaves:

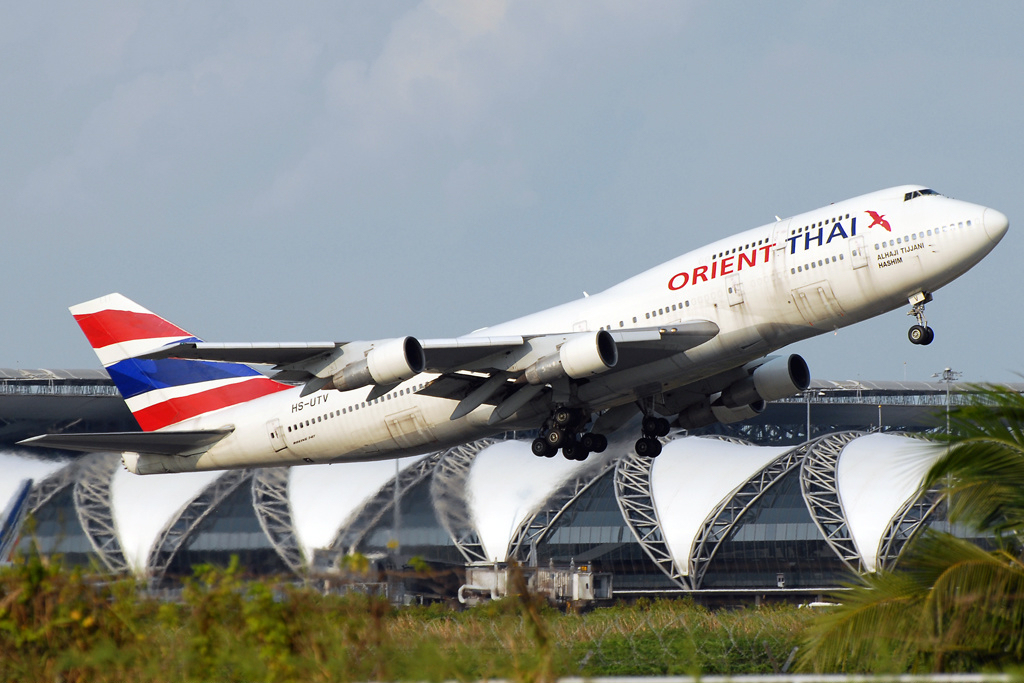
Boeing 747-300 de Orient Thai Airlines